# Rodolphe IV de Bade
Pour les articles homonymes, voir Rodolphe IV.
Rodolphe IV de Bade (Rudolf von Baden) décédé en 1348. Il fut co-margrave de Bade de 1291 à 1348.

## Famille
Rodolphe IV de Bade appartint à la première branche de la Maison de Bade, elle-même issue de la première branche de la Maison de Zähringen. Il est le frère cadet de Frédéric II de Bade, et co-margrave de Bade avec ses frères ainés. Il établit sa résidence à Pforzheim.
Rodolphe IV épouse, en 1318, Luitgarde de Bolanden (morte en 1324, fille de Philippe II de Bolanden). Veuf, il épousa en 1326 Marie d'Oettingen (morte en 1369, fille du comte Frédéric Ier d'Oettingen).
Deux enfants sont nés de cette union :
- Frédéric III de Bade, margrave de Bade
- Rodolphe V de Bade, (mort en 1361), margrave de Bade-Pforzheim.

## Sources
- Anthony Stokvis, Manuel d'histoire, de généalogie et de chronologie de tous les États du globe, depuis les temps les plus reculés jusqu'à nos jours, préf. H. F. Wijnman, Israël, 1966, Chapitre VIII. « Généalogie de la Maison de Bade, I. » tableau généalogique no 105.
- Jiří Louda & Michael Maclagan, Les Dynasties d'Europe, Bordas, Paris 1981  (ISBN 2040128735) « Bade Aperçu général », Tableau 106 & p. 210.